# Ставки (Скадовський район)
Ставки́ — село в Україні, у Мирненській селищній громаді Скадовського району Херсонської області. Населення становить 181 особа.

## Історія
31 жовтня 1966 року на 92 км Північно-Кримського каналу сталася аварія, внаслідок якої було затоплено 1,8 тис. га поблизу селища Ставки.
24 лютого 2022 року село тимчасово окуповане російськими військами під час російсько-української війни.

## Населення
Згідно з переписом УРСР 1989 року чисельність наявного населення села становила 230 осіб, з яких 105 чоловіків та 125 жінок.
За переписом населення України 2001 року в селі мешкали 182 особи.

### Мова
Розподіл населення за рідною мовою за даними перепису 2001 року:
| Мова       | Відсоток |
| ---------- | -------- |
| українська | 70,72 %  |
| російська  | 12,15 %  |
| інші       | 17,13 %  |